# Place fortifiée de Strasbourg
Pour un article plus général, voir Enceinte de Strasbourg.

Implantation des forts de la ceinture de Strasbourg. À l'ouest, le fort de Mutzig constitue l'autre extrémité de la Breuschstellung.

La place fortifiée de Strasbourg constitue une ceinture fortifiée autour de la ville de Strasbourg, en Alsace. Elle est construite selon les principes de Hans Alexis von Biehler pendant la période allemande. Ces fortifications sont particulièrement soignées en raison de la position stratégique de cette ville française frontalière de l’Allemagne.

## Contexte historique
Après le traité de Francfort, le système défensif de Strasbourg fut transformé par les ingénieurs militaires allemands, par la construction de plusieurs forts, entre 1871 et 1898. Ces forts, construits selon les théories de Hans Alexis von Biehler constituent la ceinture fortifiée de Strasbourg. L'objectif de cette première ceinture était de tenir à distance l’assaillant, l'obligeant à s’établir à une distance telle que la ville, au cœur du dispositif, ne pouvait plus être directement bombardée. Les forts pouvaient en outre appuyer de leurs feux les mouvements des troupes lors des manœuvres à l’extérieur du camp retranché. 
Afin de tenir compte des progrès de l'artillerie, la ceinture de forts fut renforcée par un groupe fortifié (le fort de Mutzig) au niveau de la vallée de la Bruche, entre 1899 et 1916. Basés sur de nouveaux concepts défensifs, tels que la dispersion et la dissimulation, le groupe fortifié devait constituer, en cas d’attaque, un barrage infranchissable pour les forces françaises. L’objectif de l’Allemagne était, d'une part, de se protéger contre une attaque française visant à reprendre l’Alsace et la Moselle à l’Empire allemand et d'autre part, de former un poste avancé dans les défenses françaises, capable de servir de base arrière à une offensive allemande.
Paradoxalement, la ville fortifiée sera épargnée par les combats de la Première Guerre mondiale.

## Conception d'ensemble
Les forts sont généralement composés de plusieurs grandes casernes entourées de blockhaus plus petits. Les casernes, enterrées sur trois côtés, tournent le dos aux tirs ennemis, n’offrant aux regards qu’une façade appareillée pour les plus anciennes, ou bétonnée pour les plus récentes. Les casernes ont généralement des murs de plus de deux mètres d’épaisseur et une couverture de plusieurs mètres de terre compactée, souvent renforcée après 1900 par une chape de béton d’un à deux mètres d’épaisseur. Des tunnels souterrains relient parfois les structures entre elles. Les forts les plus anciens sont entourés de larges fossés, véritables douves sèches dont la profondeur atteint par endroits une dizaine de mètres. Ces forts ont souvent été entourés d’un réseau dense de fils de fer barbelés et de pieux antichars après 1914. Les canons de la place forte de Strasbourg avaient une portée de 10 km.

## Forts composant la ceinture fortifiée

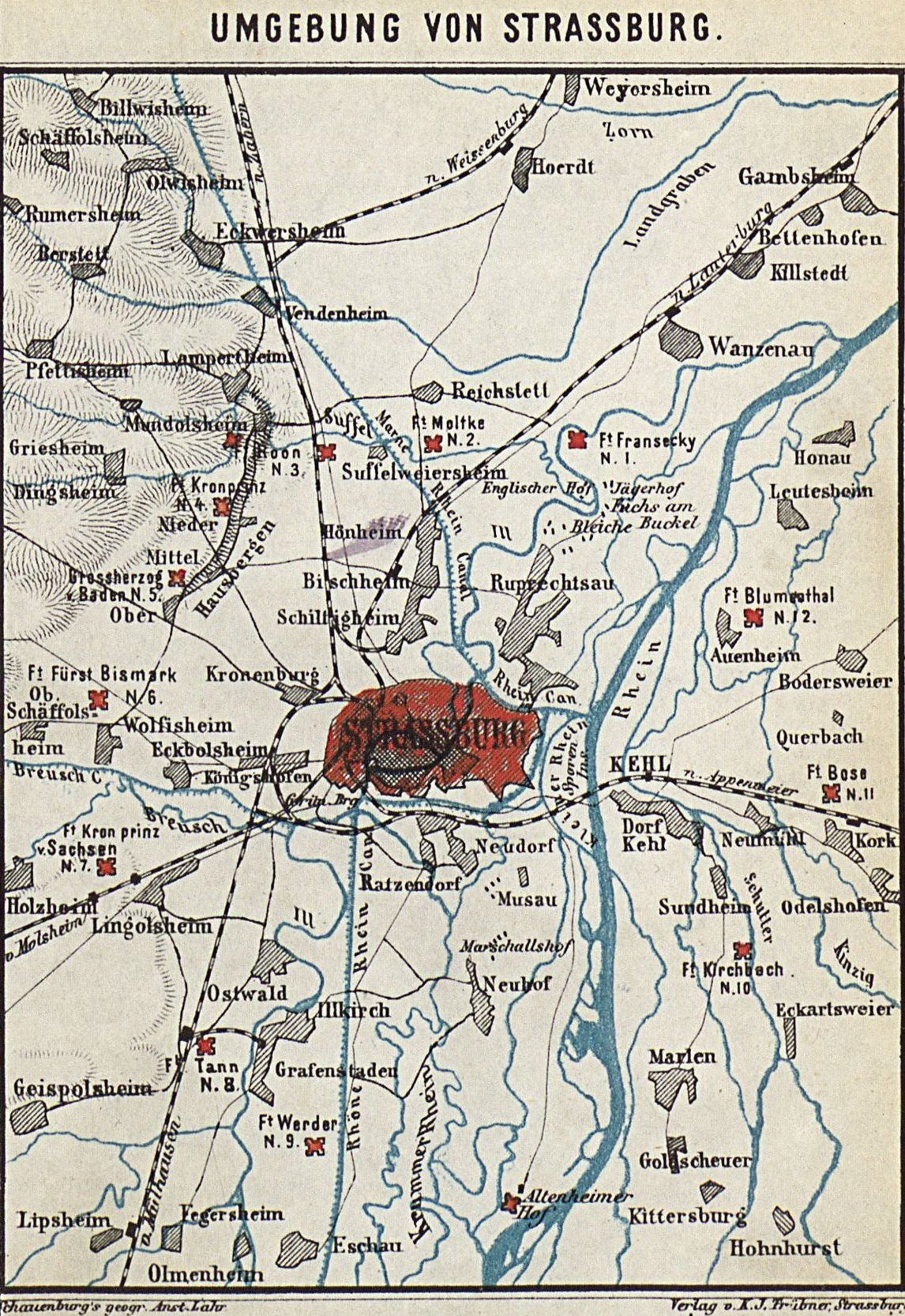
Carte des environs de Strasbourg de 1883 mentionnant les forts

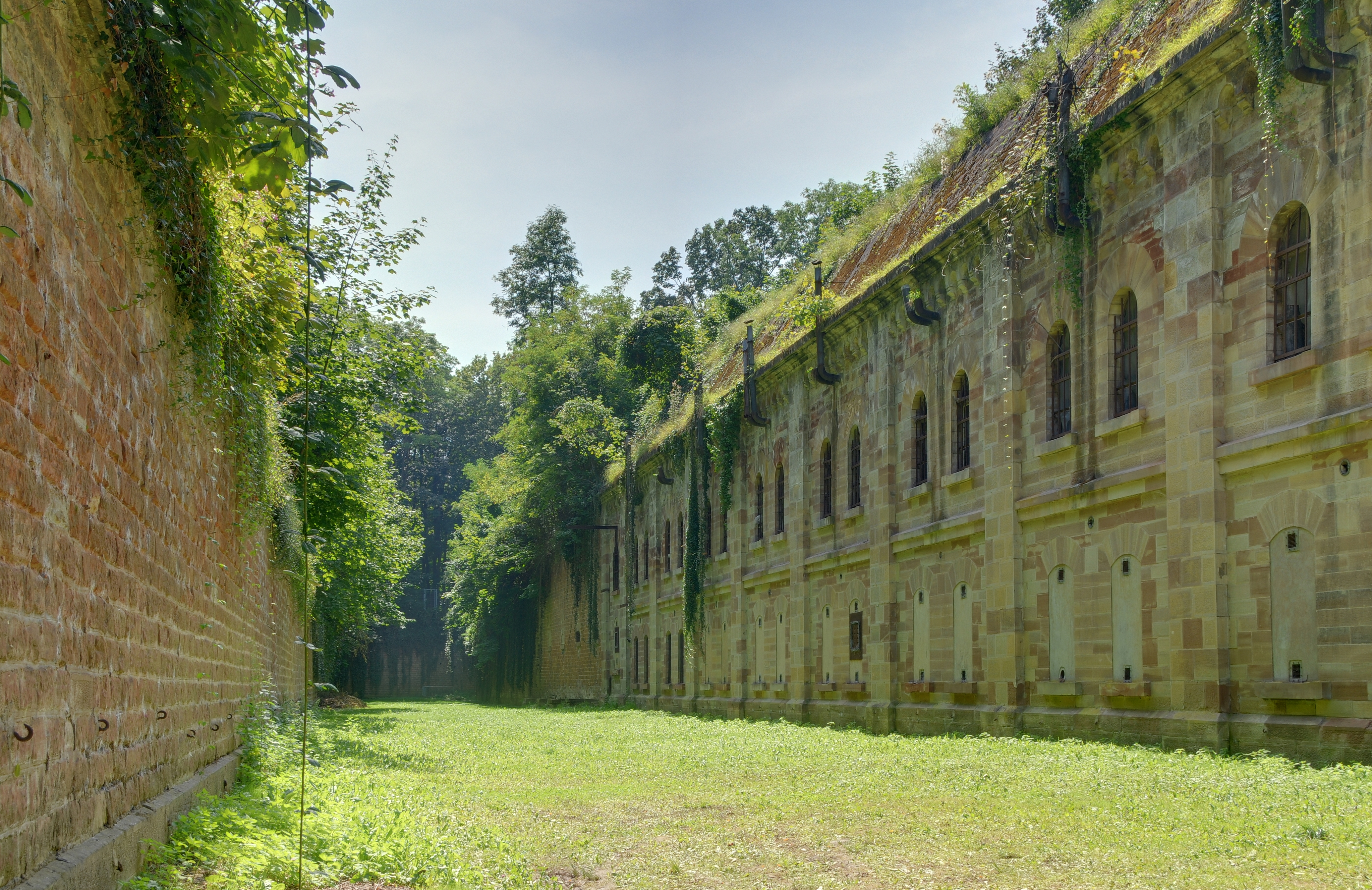
Dans le fossé de gorge du fort Frère.

Les 14 forts (sans les 5 ouvrages intermédiaires), dans le sens horaire de leurs positions autour de Strasbourg (cf. carte historique)
| Nom français  | Nom allemand                | Commune                | Origine du nom français  | Origine du nom allemand           | Géolocalisation                   |
| ------------- | --------------------------- | ---------------------- | ------------------------ | --------------------------------- | --------------------------------- |
| Fort Rapp     | Feste Moltke                | Reichstett             | Jean Rapp                | Helmuth von Moltke                | 48° 38′ 26″ N, 7° 45′ 20″ E       |
| Fort Ney      | Feste Fransecky             | Robertsau (Strasbourg) | Michel Ney               | Eduard von Fransecky              | 48° 38′ 20″ N, 7° 47′ 47″ E       |
|               | Feste Blumenthal            | Auenheim (Kehl)        |                          | Elias Blumenthal (de)             | 48° 36′ 21,77″ N, 7° 50′ 40,58″ E |
|               | Feste Bose                  | Neumühl (Kehl)         |                          | Julius von Bose                   | 48° 34′ 30,41″ N, 7° 51′ 27,04″ E |
|               | Feste Kirchbach             | Sundheim (Kehl)        |                          | Hugo von Kirchbach                | 48° 32′ 50,37″ N, 7° 50′ 25,42″ E |
| Fort Hoche    | Feste Schwarzhoff           | Neuhof (Strasbourg)    | Lazare Hoche             | Julius von Groß                   | 48° 29′ 39″ N, 7° 46′ 09″ E       |
| Fort Uhrich   | Feste Werder                | Illkirch-Graffenstaden | Jean-Jacques Uhrich      | Famille von Werder (de)           | 48° 30′ 40″ N, 7° 43′ 22″ E       |
| Fort Lefebvre | Feste von der Tann          | Geispolsheim           | François Joseph Lefebvre | Ludwig von der Tann-Rathsamhausen | 48° 31′ 36″ N, 7° 41′ 27″ E       |
| Fort Joffre   | Feste Kronprinz von Sachsen | Holtzheim              | Joseph Joffre            | Albert de Saxe                    | 48° 33′ 32″ N, 7° 39′ 55″ E       |
| Fort Kléber   | Feste Fürst Bismark         | Wolfisheim             | Jean-Baptiste Kléber     | Otto von Bismarck                 | 48° 35′ 23″ N, 7° 39′ 45″ E       |
| Fort Frère    | Feste Großherzog von Baden  | Oberhausbergen         | Aubert Frère             | Frédéric Ier de Bade              | 48° 36′ 54″ N, 7° 40′ 50″ E       |
| Fort Foch     | Feste Kronprinz             | Niederhausbergen       | Ferdinand Foch           | Frédéric III                      | 48° 37′ 38″ N, 7° 41′ 34″ E       |
| Fort Ducrot   | Feste Podbielski            | Mundolsheim            | Auguste-Alexandre Ducrot | Theophil von Podbielski           | 48° 38′ 24″ N, 7° 42′ 16″ E       |
| Fort Desaix   | Feste Roon                  | Mundolsheim            | Louis Desaix             | Albrecht von Roon                 | 48° 38′ 17″ N, 7° 43′ 27″ E       |

| Nom français            | Nom allemand                    | Commune                | Géolocalisation                 |
| ----------------------- | ------------------------------- | ---------------------- | ------------------------------- |
| Ouvrage Ney-Rapp        | Zwischenwerk Fransecky-Molke    | Reichstett             | 48° 38′ 22″ N, 7° 46′ 30″ E     |
| Ouvrage Neuf-Empert     | Zwischenwerk Neu-Empert         | La Wantzenau           | 48° 38′ 10,2″ N, 7° 49′ 18,2″ E |
| Ouvrage Uhrich-Hoche    | Zwischenwerk Werder-Schwarzhoff | Illkirch-Graffenstaden | 48° 30′ 02,1″ N, 7° 45′ 02,1″ E |
| Ouvrage Joffre-Lefebvre | Zwischenwerk Sachsen-Tann       | Lingolsheim            | 48° 32′ 46,5″ N, 7° 40′ 41,4″ E |
| Ouvrage Frère-Kléber    | Zwischenwerk Von Baden-Bismark  | Oberhausbergen         | 48° 35′ 55,9″ N, 7° 40′ 30,7″ E |

Les ouvrages intermédiaires prirent les noms des deux forts entre lesquels ils furent construits, sauf l'ouvrage Neuf-Empert, situé entre les forts Ney et Blumenthal, qui prit le nom du lieu où il fut érigé.